# Kovács Pál (jogász)
Kovács Pál (Kecskemét, 1855. január 27. – Kecskemét, 1915. november 22.) magyar jogakadémiai igazgató, újságíró.

## Élete
Kovács Sándor és Zabolai Rozália jómódú birtokos szülők fia. Középiskoláit a kecskeméti református főgimnáziumban és a német nyelv elsajátítása végett az újverbászi evangélikus algimnáziumban és a soproni evangélikus líceumban végezte; az érettségi vizsgát is Sopronban tette 1873. június 30-án.
Ezen év őszén Bécsbe ment, ahol a műegyetemre iratkozott be; de csakhamar meggyőződött, hogy a technikai tudományok nem felelnek meg hajlamainak; azért 1874 szeptemberében a jogi pályára lépett át és a jogi tanfolyamokat a kecskeméti jogakadémián, majd a budapesti egyetemen hallgatta 1878-ig. A kecskeméti jogász-segélyegyletnek két évig és a török sebesülteket segélyező bizottságnak egy évig elnöke volt.
1878 őszén Budapestre ment és az akkori független Szabadelvű Párt hivatalos közlönyének, a Lukács Béla és Borostyáni Nándor által szerkesztett Közvéleménynek 1879. december 31-ig volt belső munkatársa; majd 1880. január 1-től a Verhovay Gyula által alapított Függetlenség szerkesztőségébe lépett és itt mint politikai cikkíró csakhamar a lap elsőrangú munkásai közé küzdötte fel magát. Lázas tevékenységgel dolgozott mind a két lapnál délelőtt 10 órától délután 2-ig, mint országgyűlési tudósító és délután 4-től éjfélig, sokszor éjfél után egy óráig mint vezércikkírós politikai rovatvezető, sőt koronként mint színi, zene- és irodalmi referens. Az Egyetértésnél is dolgozott.
1881. január 1-jén a kecskeméti függetlenségi és 48-as párt meghívására átvette a párt helyi lapjának, a Kecskemétnek szerkesztését. Ez időtől fogva élénk részt vett az akkori izgalmas és éles pártküzdelmekben és legagilisabb tényezője volt a kecskeméti függetlenségi párt életének. A párt lapját tetemes anyagi áldozatokkal virágzásra emelte és annak hasábjain sokoldalú irodalmi tevékenységet fejtett ki, valamint társadalmi téren is, mint különböző egyletek elnöke és választmányi tagja. Még a Függetlenségben 1880. decemberben a kolozsvári híres Diensztl-Bartha affért illetőleg a közös hadsereg ellen megjelent cikke miatt sajtóperbe fogatván, a budapesti esküdtszék és sajtóbíróság őt négy havi fogházra és 1000 forint pénzbüntetésre ítélte; a négy havi fogházbüntetést 1881. október 16-tól 1882. február 16-ig a kecskeméti királyi ügyészségi fogházban töltötte ki. Kiszabadulása alkalmából elvtársai ünnepélyt rendeztek fáklyás zenével és díszlakomával.
Ezután még fokozottabb tevékenységgel folytatta szerkesztői és politikai működését. 1883. június 10-én, miután időközben jogvégzettsége alapján április 8-án az államdoktori oklevelet megszerezte, a kecskeméti református egyháztanács megválasztotta az ottani jogakadémia közigazgatásjogi és statisztikai tanszék rendes tanárává. 1891. augusztus 16-tól pedig rendes szaktárgyain kívül, három évi választás alapján, a jogakadémiai igazgatói teendőket is ellátta. A lapszerkesztéstől 1884-ben visszalépve, a jogirodalom terén működik kiválóképen. 1890. január 4-én a jogtudományi doktorátus letétele után, 1890. április 25-én a köz- és váltóügyvédi vizsgát is kiállotta.
1881-től folytonosan és tevékenyen részt vett Kecskemét város nyilvános társadalmi és politikai életében. Tagja volt a város törvényhatósági és közigazgatási bizottságának; népnevelési, statisztikai és jogügyi szakbizottságainak, központi választmányának, iskolaszékének és a városi polgári és felsőbb leányiskola felügyelő bizottságának; tagja a kecskeméti református egyháztanácsnak, a református főgimnázium és a jogakadémia igazgatótanácsának; a világi jegyzője a kecskeméti református egyházmegyének és a dunamelléki református egyházkerületnek. Alelnöke volt a Katona József Körnek és tagja több helyi jótékony, társadalmi s közgazdasági egyesület és intézet választmányának, illetőleg igazgatóságának.
1908-ban nyugdíjba vonult.
Politikai és társadalmi cikkeken kívül több költeményt, tárcacikket, rajzot, elbeszélést, ismeretterjesztő és esztétikai cikkeket és színbírálatokat írt a Kecskemétbe. 1884-től kezdve inkább a jogi szakirodalom terén érvényesítette munkásságát. Főképp a közigazgatási jog keretébe vágó szakdolgozatai a Jogtudományi Közlöny, a Jog, az Ügyvédek Lapja, a Magyar Közigazgatás, a Községi Közlöny és a Magyar Tisztviselő című jogi szaklapokban jelentek meg.

## Főbb művei
- A törvényhozó hatalom viszonya a végrehajtó hatalomhoz. Értekezés. Kecskemét, 1884. Online
- A statisztika és szabad akarat. Felolvasás. Ugyanott, 1885.
- A Magyar közigazgatási jog. Jogtanulók, államvizsgák-, szigorlatok- és ügyvédi vizsgákra készülők, valamint a közigazgatási tisztviselők használatára. A legujabb törvények és rendeletek, s a legkiválóbb forrásművek alapján. I. kötet. Uo. 1885. (2-ik átdolg. kiadás. és II. kötet. Uo. 1887.)
- Törvényhatósági és községi önkormányzat. A legujabb közigazgatási törvények, u. m. az 1886. évi XXI., XXII. és XXIII. törvényczikkek s az idevágó egyéb törvények és rendeletek alapján. Ugyanott, 1886. Online
- Közigazgatásjogi értekezések és irányczikkek. Uo. 1887.
- Büntetőjogi értekezések. (l. Szabad karat a büntetőjogban, II. A halálbüntetés elmélete.) Uo. 1887.
- A jogakadémiák kérdéséhez. Emlékirat. Uo. 1887.
- A jog- és államtudományi államvizsgálatok szigorítása. Szakvélemény. Uo. 1888.
- Kritikai dolgozatok és értekezések a jog- és államtudományok köréből. Uo. 1891. (Ism. Prot. Egyh. és Isk. Lap.)
- Igazgatói székfoglaló beszéd. Uo. 1892.
- A kecskeméti evang. ref. jogakadémia Évkönyve 1891-1898. tanévekről. Ugyanott.
- A kötelező polgári házasságról. Uo. 1893.
- A kecskeméti evang. ref. jogakadémia oktatásügyi szabályainak tervezete. Uo. 1895.
- Titkári jelentés a kecskeméti Katona József kör 1895. működéséről. Uo. 1896.

Szerkesztette az 1891-ben megalakult Katona József kör Évkönyveit mint a kör titkára kezdettől fogva, melyekből öt kötet jelent meg az 1891-92., 1893., 1894., 1895. és 1896. évekről; a kör megbízásából a Hornyik Albumot 1894-ben.